# Francesco Ingoli
Francesco Ingoli (21. listopadu 1578, Ravenna – 24. dubna 1649, Řím) byl italský kněz, církevní právník a astronom. Udržoval kontakty i s Galileem Galieim, s nímž vedl polemiku. Roku 1624 se stal sekretářem římské Kongregace de propaganda fide (dnes Kongregace pro evangelizaci národů) a byl jím až do své smrti.

## Dílo
- De situ et quiete Terrae contra Copernici Systema Disputatio, 1616
- Relazione delle quattro parti del mondo